# Didymodon tasmanicus
Didymodon tasmanicus là một loài rêu trong họ Pottiaceae. Loài này được (Hook. f.) Mitt. mô tả khoa học đầu tiên năm 1859.